# Élections fédérales ouest-allemandes de 1961
 (décembre 2020).
Si vous disposez d'ouvrages ou d'articles de référence ou si vous connaissez des sites web de qualité traitant du thème abordé ici, merci de compléter l'article en donnant les références utiles à sa vérifiabilité et en les liant à la section « Notes et références ».
Les élections fédérales ouest-allemandes de 1961 (en allemand : Bundestagswahl 1961) se tiennent le dimanche 17 septembre 1961, afin d'élire les 494 députés de la 4e législature du Bundestag. Du fait des résultats et en application de la loi électorale, 499 députés sont finalement élus.
Si l'alliance chrétienne-démocrate CDU/CSU du chancelier Adenauer reste la première force politique fédérale, elle perd sa majorité absolue. Le FDP réalise ce qui restera son meilleur résultat historique jusqu'en 2009 tandis que le SPD, emmené par le bourgmestre-gouverneur de Berlin-Ouest Willy Brandt, progresse sérieusement pour la première fois. Ce scrutin jette les bases du système tripartite allemand, qui restera en vigueur pendant deux décennies.

## Contexte
Les élections fédérales du 15 septembre 1957 constituent un scrutin unique dans l'histoire de la démocratie allemande : avec 50,2 % des voix et 270 députés sur 497, le bloc chrétien-démocrate (CDU/CSU) du chancelier fédéral Konrad Adenauer s'adjuge la majorité absolue des voix et des sièges. Le Parti social-démocrate d'Allemagne (SPD) d'Erich Ollenhauer est encore nettement distancé. Il totalise 31,8 % des suffrages exprimés et 169 parlementaires.
Emmené par l'ancien ministre-président de Bade-Wurtemberg Reinhold Maier, le Parti libéral-démocrate (FDP) réalise une contre-performance après avoir réuni seulement 7,7 % des voix et 41 mandats. Si le Parti allemand (DP) du ministre-président de Basse-Saxe Heinrich Hellwege conserve sa représentation parlementaire avec 17 élus alors qu'il ne reçoit que 3,4 % des voix, c'est grâce à ses accords avec la CDU qui lui assurent plusieurs mandats uninominaux. Le Bloc pan-allemand/Fédération des réfugiés et expulsés (GB/BHE) est lui exclu du Bundestag puisque avec 4,6 %, il ne parvient pas à franchir le seuil fédéral des 5 %. Si les règles électorales de 1949 étaient restés en application, le Bloc des réfugiés aurait gagné plusieurs sièges, car il franchit les 5 % en Bavière, Hesse, Basse-Saxe et Schleswig-Holstein.
Le 22 octobre, après avoir confirmé l'alliance qui associe depuis huit ans la CDU/CSU et le DP, Adenauer est investi pour un troisième mandat de chancelier fédéral. Il confie le titre de vice-chancelier au ministre fédéral de l'Économie Ludwig Erhard, perçu par la population comme l'artisan du miracle économique (en allemand : Wirtschaftswunder).
De leur côté, les sociaux-démocrates entreprennent une rénovation idéologique, prenant acte de leur troisième défaite consécutive et de leur incapacité à engranger des gains électoraux significatifs. Ce travail de réflexion amènent en 1959 à l'adoption du programme de Bad Godesberg, qui rompt définitivement avec le marxisme au profit de la social-démocratie et fixe au parti l'objectif de représenter tout le peuple allemand et plus seulement les travailleurs.
Lors de l'élection présidentielle du 1er juillet 1959, le chef de l'État sortant Theodor Heuss ne peut se représenter après avoir accompli deux quinquennats. Chacun des trois grands partis présente son candidat : les chrétiens-démocrates proposent le ministre fédéral de l'Agriculture Heinrich Lübke, les sociaux-démocrates et les libéraux-démocrates désignent chacun un vice-président du Bundestag, Carlo Schmid pour le SPD et Max Becker pour le FDP. Lübke s'impose au second tour de scrutin avec 526 voix sur 1 011, soit 52 % des exprimés et 50,7 % des inscrits.
À la suite de la décision prise le 1er juillet 1960 de neuf députés, dont les deux ministres, du Parti allemand d'adhérer à l'Union chrétienne-démocrate, le reste du DP passe dans l'opposition. Le cabinet Adenauer III devient ainsi le seul gouvernement de l'Allemagne fédérale soutenu par une seule force politique. Presque cinq mois plus tard, à la fin du mois de novembre, le SPD innove en désignant un candidat à la chancellerie distinct de son président, en l'espèce le bourgmestre-gouverneur de Berlin-Ouest Willy Brandt.
La campagne électorale est marquée le 13 août 1961 par le début de la mise en place du mur de Berlin (Berlinmauer), qui enclave physiquement la moitié occidentale de la ville dans la République démocratique allemande (RDA).

## Mode de scrutin
Le Bundestag est constitué de 494 députés (en allemand : Mitglied des Deutschen Bundestages, MdB), élus pour une législature de quatre ans au suffrage universel direct et suivant le scrutin proportionnel d'Hondt.
Chaque électeur dispose de deux voix : la première (Erststimme) lui permet de voter pou un candidat de sa circonscription selon les modalités du scrutin uninominal majoritaire à un tour, le pays comptant un total de 247 circonscriptions réparties entre les dix Länder ; la deuxième (Zweitstimme) lui permet de voter pour une liste de candidats proposée par un parti politique au niveau du Land.
Lors du dépouillement, l'intégralité des sièges attribués est répartie à la proportionnelle, à condition qu'un parti ait remporté 5 % des voix au niveau national ou trois mandats uninominaux, puis distribuée entre les Länder. Si un parti a remporté des mandats au scrutin uninominal, ses sièges sont d'abord pourvus par ceux-ci.
Dans le cas où un parti obtient plus de mandats au scrutin uninominal que la proportionnelle ne lui en attribue, ces mandats sont conservés.

## Campagne

### Principaux partis
| Parti | Parti                                                                              | Idéologie                                                 | Chef de file                                          | Score en 1957               |
| ----- | ---------------------------------------------------------------------------------- | --------------------------------------------------------- | ----------------------------------------------------- | --------------------------- |
|       | Union chrétienne-démocrate d'Allemagne Christlich Demokratische Union Deutschlands | Centre droit Démocratie chrétienne, libéral-conservatisme | Konrad Adenauer (Chancelier fédéral)                  | 50,2 % des voix 270 députés |
|       | Union chrétienne-sociale en Bavière Christlich-Soziale Union in Bayern             | Centre droit Démocratie chrétienne, libéral-conservatisme | Konrad Adenauer (Chancelier fédéral)                  | 50,2 % des voix 270 députés |
|       | Parti social-démocrate d'Allemagne Sozialdemokratische Partei Deutschlands         | Centre gauche Social-démocratie, progressisme             | Willy Brandt (Bourgmestre-gouverneur de Berlin-Ouest) | 31,8 % des voix 169 députés |
|       | Parti libéral-démocrate Freie Demokratische Partei                                 | Centre Libéralisme classique, libéralisme économique      | Erich Mende                                           | 7,7 % des voix 41 députés   |

## Résultats

### Au niveau fédéral
|                        |                                           |                                              |                  |                  |                  |                  |            |       |       |        |                  |                  |                  |                  |
| Partis                 | Partis                                    | Partis                                       | Circonscriptions | Circonscriptions | Circonscriptions | Circonscriptions | Liste      | Liste | Liste | Liste  | Total des sièges | Total des sièges | Total des sièges | Total des sièges |
| Partis                 | Partis                                    | Partis                                       | Votes            | %                | Sièges           | +/-              | Votes      | %     | +/-   | Sièges | Total            | +/-              | DB               | Total            |
|                        |                                           | Union chrétienne-démocrate d'Allemagne (CDU) | 11 622 995       | 36,32            | 114              | 14               | 11 283 901 | 35,76 | 3,95  | 78     | 192              | 23               | 9                | 201              |
|                        | Union chrétienne-sociale en Bavière (CSU) | 3 014 471                                    | 9,55             | 42               | 5                | 3 014 471        | 9,55       | 0,93  | 8     | 50     | 5                | 0                | 50               |                  |
| Total CDU/CSU          | Total CDU/CSU                             | 14 727 737                                   | 46,02            | 156              | 38               | 14 298 372       | 45,32      | 4,87  | 86    | 242    | 28               | 9                | 251              |                  |
|                        | Parti social-démocrate d'Allemagne (SPD)  | Parti social-démocrate d'Allemagne (SPD)     | 11 672 057       | 36,47            | 91               | 45               | 11 427 355 | 36,22 | 4,47  | 99     | 190              | 21               | 13               | 203              |
|                        | Parti libéral-démocrate (FDP)             | Parti libéral-démocrate (FDP)                | 3 866 269        | 12,08            | 0                | 1                | 4 028 766  | 12,77 | 5,06  | 67     | 67               | 26               | 0                | 67               |
|                        | Parti pan-allemand (de) (GDP)             | Parti pan-allemand (de) (GDP)                | 859 290          | 2,68             | 0                | 6                | 870 756    | 2,76  | 0,61  | 0      | 0                | 17               | 0                | 0                |
|                        | Union pacifique allemande (DFU)           | Union pacifique allemande (DFU)              | 587 488          | 1,84             | 0                | en stagnation    | 609 918    | 1,93  | 1,73  | 0      | 0                | en stagnation    | 0                | 0                |
|                        | Parti impérial allemand (DRP)             | Parti impérial allemand (DRP)                | 242 649          | 0,76             | 0                | en stagnation    | 262 977    | 0,83  | 0,20  | 0      | 0                | en stagnation    | 0                | 0                |
|                        | Autres partis                             | Autres partis                                | 48 976           | 0,15             | 0                | en stagnation    | 52 757     | 0,17  | —     | 0      | 0                | en stagnation    | 0                | 0                |
|                        |                                           |                                              |                  |                  |                  |                  |            |       |       |        |                  |                  |                  |                  |
| Votes valides          | Votes valides                             | Votes valides                                | 32 004 466       | 97,43            |                  |                  | 31 550 901 | 96,05 |       |        |                  |                  |                  |                  |
| Votes blancs et nuls   | Votes blancs et nuls                      | Votes blancs et nuls                         | 845 158          | 2,57             | 1 298 723        | 3,95             |            |       |       |        |                  |                  |                  |                  |
| Total                  | Total                                     | Total                                        | 32 849 624       | 100              | 247              | en stagnation    | 32 849 624 | 100   | —     | 252    | 499              | 2                | 22               | 521              |
| Abstentions            | Abstentions                               | Abstentions                                  | 4 591 091        | 12,26            |                  |                  | 4 591 091  | 12,26 |       |        |                  |                  |                  |                  |
| Inscrits/Participation | Inscrits/Participation                    | Inscrits/Participation                       | 37 440 715       | 87,74            | 37 440 715       | 87,74            |            |       |       |        |                  |                  |                  |                  |

### Analyse

Résultats par circonscription et sièges de liste.

Ces élections posent les fondements de ce qui constituera le système politique allemand pour les deux décennies à venir, un tripartisme entre le SPD à gauche et au centre gauche, la CDU/CSU sur la droite et au centre droit, et le FDP au centre du spectre politique, partenaire indispensable de toute majorité future (sauf grande coalition).
À cette occasion, le Parti libéral-démocrate établit son record historique, qui ne sera battu qu'à l'issue des élections de 2009.

### Conséquences
Demeurant de loin la première force politique du pays, les chrétiens-démocrates forment une « coalition noire-jaune » avec les libéraux. Le 7 novembre, Konrad Adenauer entame un quatrième mandat après avoir recueilli 258 voix sur 490, soit 51 suffrages de moins que sa majorité.